# Jacques Blot
Jacques Blot est un acteur français.

## Biographie
Militant trotskiste, Jacques Blot est proche du milieu situationniste ; il est ami avec Guy Debord,.
Durant la guerre d'Algérie, où il est appelé entre juillet 1956 et septembre 1957, il agit comme un infiltré travaillant à l'intérieur de l'armée française.

## Filmographie

### Cinéma

#### Longs métrages
- 1964 : Le Train : Hubert (non crédité)
- 1965 : Fifi la plume
- 1969 : Paris n'existe pas
- 1972 : Le Moine
- 1980 : La Petite Sirène : Le mécanicien
- 1981 : Putain d'histoire d'amour : Voleur
- 1983 : La Petite Bande

#### Courts métrages
- 1966 : C'est écrit dans le ciel: Le sagittaire

### Télévision

#### Séries télévisées
- 1958 : En votre âme et conscience :  L'Affaire Schwartzbard de Claude Barma
- 1962 : L'inspecteur Leclerc enquête  de Yannick Andréi, épisode Les gangsters : Raoul
- 1965 : Les Facéties du sapeur Camember
- 1965 : Les Jeunes Années, épisode 18 de Joseph Drimal : un critique
- 1966 : Une fille du Régent : Le second soldat
- 1967 : Les Habits noirs : Louis, le geôlier
- 1968 : Le Théâtre de la jeunesse : Eugène / Un homme du guet
- 1969 : Allô police : Le faux agent
- 1969 : Café du square
- 1969 : L'Atelier Prévert-Derlon
- 1970 : Rendez-vous à Badenberg
- 1971 : Le Voyageur des siècles : Le client
- 1973 : Pour Vermeer
- 1976 : Nans le berger : Le petit valet
- 1978 : Les Samedis de l'histoire : Modeste
- 1983 : Messieurs les jurés : Louis Cazounous
- 1985 : Les Colonnes du ciel : Le garde #1

#### Téléfilms
- 1971 : La nuit tourne mal : Paul
- 1971 : Ubu enchaîné
- 1972 : La Lumière noire
- 1974 : La Cité crucifiée : Descartes
- 1977 : Impressions d'Afrique : Philippo
- 1980 : Le Surmâle : Bob Rumble
- 1981 : L'Homme de Hambourg
- 1982 : Otototoï : Le docteur

## Théâtre
- 1957 : Ma chance et ma chanson de Georges Neveux, mise en scène Gérard Vergez, Théâtre Le Ranelagh
- 1958 : Ubu d'Alfred Jarry, mise en scène Jean Vilar, Théâtre national de Chaillot
- 1960 : La Résistible Ascension d’Arturo Ui de Bertolt Brecht, mise en scène Jean Vilar, Théâtre national populaire
- 1961 : La Paix d'après Aristophane, adaptation et mise en scène Jean Vilar, Théâtre national de Chaillot
- 1963 : Lumières de Bohême de Ramón María del Valle-Inclán, mise en scène Georges Wilson, Théâtre national de Chaillot
- 1967 : Les ancêtres redoublent de férocité de Kateb Yacine, mise en scène Jean-Marie Serreau, Théâtre national de Chaillot
- 1967 : Sydney va connaître des jours de trouble de Tibor Tardos, mise en scène Pierre Chabert, Théâtre national de Chaillot
- 1972 : ...Où boivent les vaches de Roland Dubillard, mise en scène Roger Blin, Théâtre Récamier
- 1974 : Pol de Alain Didier-Weill, mise en scène Jacques Seiler, Théâtre de la Gaîté-Montparnasse

## Spectacle
- 1975-1978 : Vive la culture